# 사룬선
사룬선(중국어 정체자: 沙崙線, 병음: Shā lún xiàn, 한자음: 사륜선)은 타이완 철도 관리국의 철도 노선이다.

## 운행 형태
- 구간차(區間車)

- 대호쾌차(중국어판)

## 차량
- 구간차, 구간쾌차

## 역 목록
| 177 | 중저우    | 中洲     | Zhongzhou                       | 종관선 (남쪽)             |
| 283 | 창룽 대학 | 長榮大學 | Chang Jung Christian University |                           |
| 284 | 사룬      | 沙崙     | Shalun                          | ■ 타이완 고속철도: 타이난 |

## 같이 보기
- 타이완의 철도
- 타이완 철로관리국